# 1863 (numero)
Milleottocentosessantatré (1863) è il numero naturale dopo il 1862 e prima del 1864.

## Proprietà matematiche
- È un numero dispari.
- È un numero composto da 10 divisori: 1, 3, 9, 23, 27, 69, 81, 207, 621, 1863. Poiché la somma dei suoi divisori (escluso il numero stesso) è 1041 < 1863, è un numero difettivo.
- È un numero palindromo e un numero ondulante nel sistema numerico esadecimale.
- È un numero congruente.
- È un numero nontotiente in quanto dispari e diverso da 1.
- È un numero odioso.
- È parte delle terne pitagoriche (300, 1863, 1887), (1863, 2016, 2745), (1863, 2484, 3105), (1863, 3016, 3545), (1863, 7020, 7263), (1863, 8280, 8487), (1863, 21384, 21465), (1863, 25116, 25185), (1863, 64260, 64287), (1863, 75440, 75463), (1863, 192816, 192825), (1863, 578460, 578463), (1863, 1735384, 1735385).

## Astronomia
- 1863 Antinous è un asteroide near-Earth.

## Astronautica
- Cosmos 1863 è un satellite artificiale russo.